# Дзержинськ (Білорусь)
Дзержи́нськ, до 1932 року Койданів (біл. Дзяржы́нск, біл. тарашк. Койданаў) — місто областного підпорядкування в  Мінській області Білорусі, адміністративный центр Дзержинського района. Знаходиться на залізничній лінії (ст. Койданове, платформа Дзержинськ) і автомобільній трасі Мінськ — Барановичі, в 30 кілометрах від Мінська.

## Назва
До 1932 року називався Ко́йданів (Койданаў, Койданава), під цією назвою відоме ще з часів Київської Русі, до 1146 року мало назву Крутогір'я через нерівну місцевість.

## Історія
Офіційною  датою заснування сучасного Дзержинська вважається 1146 рік, коли поселення згадується як Крутогір’я в легенді про стару Покровську дерев’яну церкву. Однак сучасні енциклопедичні довідники вважають цю інформацію лише ймовірною і датують першим точним письмовим спогадом 1442 року. У дванадцятому столітті. поселення увійшло до складу Полоцького, згодом Мінського князівства. До тринадцятого століття. завершено будівництво дерев’яного замку. 
У XIV ст. Койданав приєднався до Великого князівства Литовського . У різні часи територією належали Гедіміновичам, Верейським, Гаштовтам, родині Радзивілів. На початку XVI ст. Койданов постраждав від набігів татар (у 1502 та 1503 роках). У 1542 році поселення стало центром староства, згодом повітом. Бл. 15 – поч. 16 століття на Гаштольдавій горі побудований Койданівський замок.
У 1550–1831 роках Койданов здобув славу як значний центр поширення кальвінізму. Близько 1564 року Микола Радзивілл «Рудий» збудував дерев’яну кальвіністську церкву (з 1613 – цегляну), а також парафію, школу та богодільню. Відповідно до адміністративно-територіальної реформи (1565–1566) населений пункт увійшов до складу Мінського повіту Мінського воєводства. У 1588 році населеному пункту було надано статус міста. На той час було 120 димів, замок, кальвіністська церква, ратуша, церква, ринок, 2 таверни, 4 водяні млини. Було 6 вулиць: Віленська, Мінська, Плебанська, Рубежевичська, Слуцька, Станьківська. Король і великий герцог Сигізмунд Ваза дозволили провести 2 основні ярмарки: на Стрітення (2 лютого) і Трійцю і щотижневі торги. Пізніше ярмарки також збиралися у День святого Георгія (23 квітня) та Покрови (1 жовтня). Згідно з даними за 1620 рік, у центрі містечка була чотирикутна торгова площа, забудована будинками ремісників та купців; на площі було 5 магазинів, корчма та 23 міщанські подвір’я; загалом було 110 дворів.

## Населення
| Рік  | Чисельність | Чисельність |
| ---- | ----------- | ----------- |
| 1866 | 1383        |             |
| 1897 | 4744        |             |
| 1909 | 4696        |             |
| 1917 | 4009        |             |
| 1926 | 5475        |             |
| 1939 | 8700        |             |
| 1970 | 11 500      |             |
| 1977 | 10 700      |             |

| Рік  | Чисельність | Чисельність |
| ---- | ----------- | ----------- |
| 1991 | 23 700      |             |
| 1993 | 23 900      |             |
| 1996 | 24 600      |             |
| 2003 | 25 000      |             |
| 2006 | 24 800      |             |
| 2008 | 24 900      |             |
| 2009 | 25 164      | [ 3 ] [ 4 ] |
| 2012 | 25 670      |             |

| Рік  | Чисельність | Чисельність |
| ---- | ----------- | ----------- |
| 2013 | 26 052      |             |
| 2014 | 26 338      |             |
| 2015 | 26 972      |             |
| 2016 | 27 225      | [ 5 ]       |
| 2017 | 27 441      |             |
| 2018 | 27 839      |             |
| 2019 | 29 170      |             |
| 2019 | 28 253      |             |

| Рік  | Чисельність | Чисельність |
| ---- | ----------- | ----------- |
| 2020 | 29 000      | [ 6 ]       |
| 2021 | 29 739      | [ 7 ]       |
| 2022 | 29 863      | [ 8 ]       |
| 2023 | 29 811      | [ 9 ]       |
| 2024 | 29 796      | [ 10 ]      |

| Рік  | Чисельність | Чисельність |
| ---- | ----------- | ----------- |
| 1866 | 1383        |             |
| 1897 | 4744        |             |
| 1909 | 4696        |             |
| 1917 | 4009        |             |
| 1926 | 5475        |             |
| 1939 | 8700        |             |
| 1970 | 11 500      |             |
| 1977 | 10 700      |             |

| Рік  | Чисельність | Чисельність |
| ---- | ----------- | ----------- |
| 1991 | 23 700      |             |
| 1993 | 23 900      |             |
| 1996 | 24 600      |             |
| 2003 | 25 000      |             |
| 2006 | 24 800      |             |
| 2008 | 24 900      |             |
| 2009 | 25 164      | [ 3 ] [ 4 ] |
| 2012 | 25 670      |             |

| Рік  | Чисельність | Чисельність |
| ---- | ----------- | ----------- |
| 2013 | 26 052      |             |
| 2014 | 26 338      |             |
| 2015 | 26 972      |             |
| 2016 | 27 225      | [ 5 ]       |
| 2017 | 27 441      |             |
| 2018 | 27 839      |             |
| 2019 | 29 170      |             |
| 2019 | 28 253      |             |

| Рік  | Чисельність | Чисельність |
| ---- | ----------- | ----------- |
| 2020 | 29 000      | [ 6 ]       |
| 2021 | 29 739      | [ 7 ]       |
| 2022 | 29 863      | [ 8 ]       |
| 2023 | 29 811      | [ 9 ]       |
| 2024 | 29 796      | [ 10 ]      |

## Спорт
У місті баузється футбольна команда Арсенал.

## Галерея

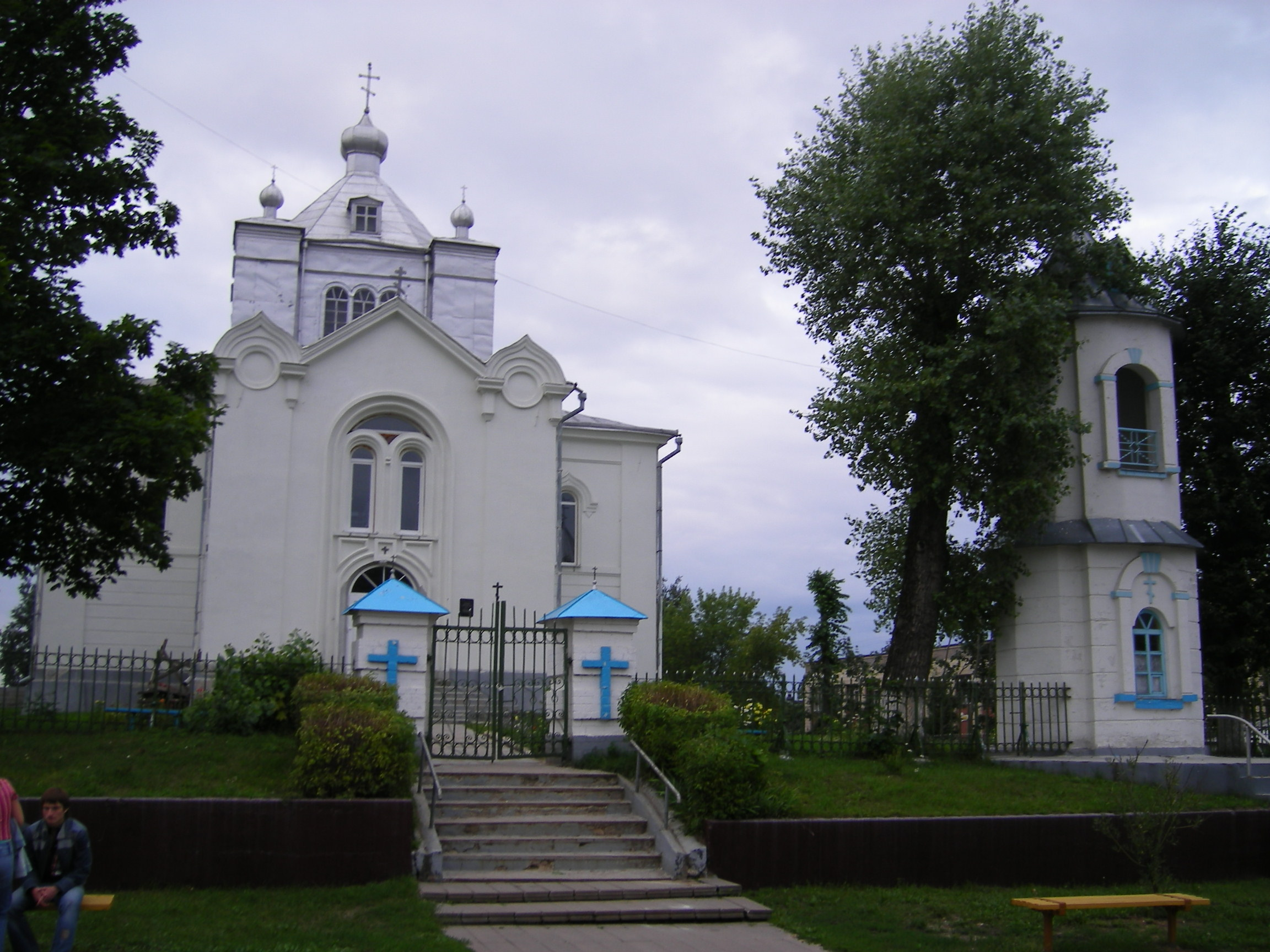
Церква Покрови Пресвятої Богородиці
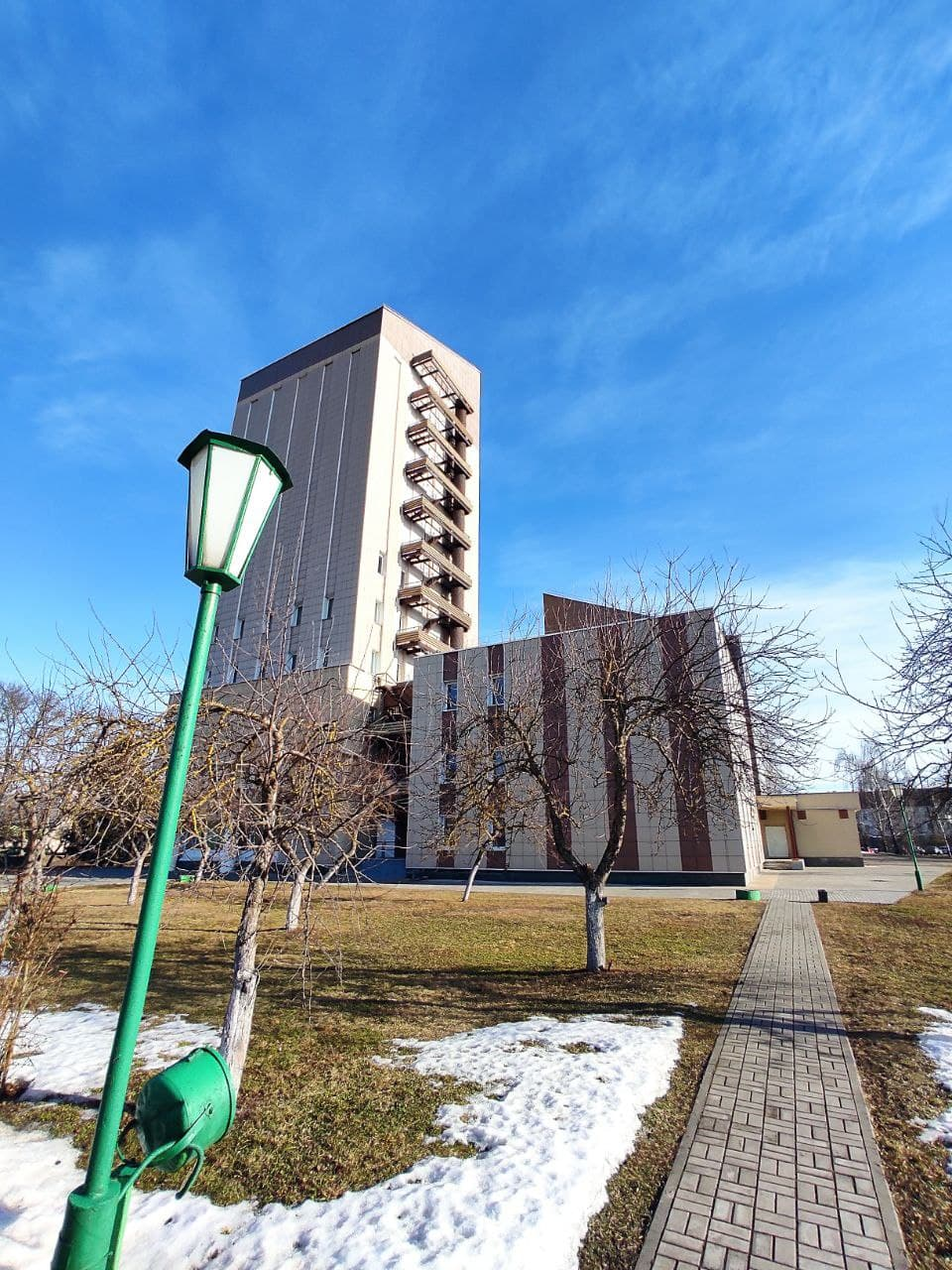
Дзержинськ. Білоруський державний архів кінофотодокументів
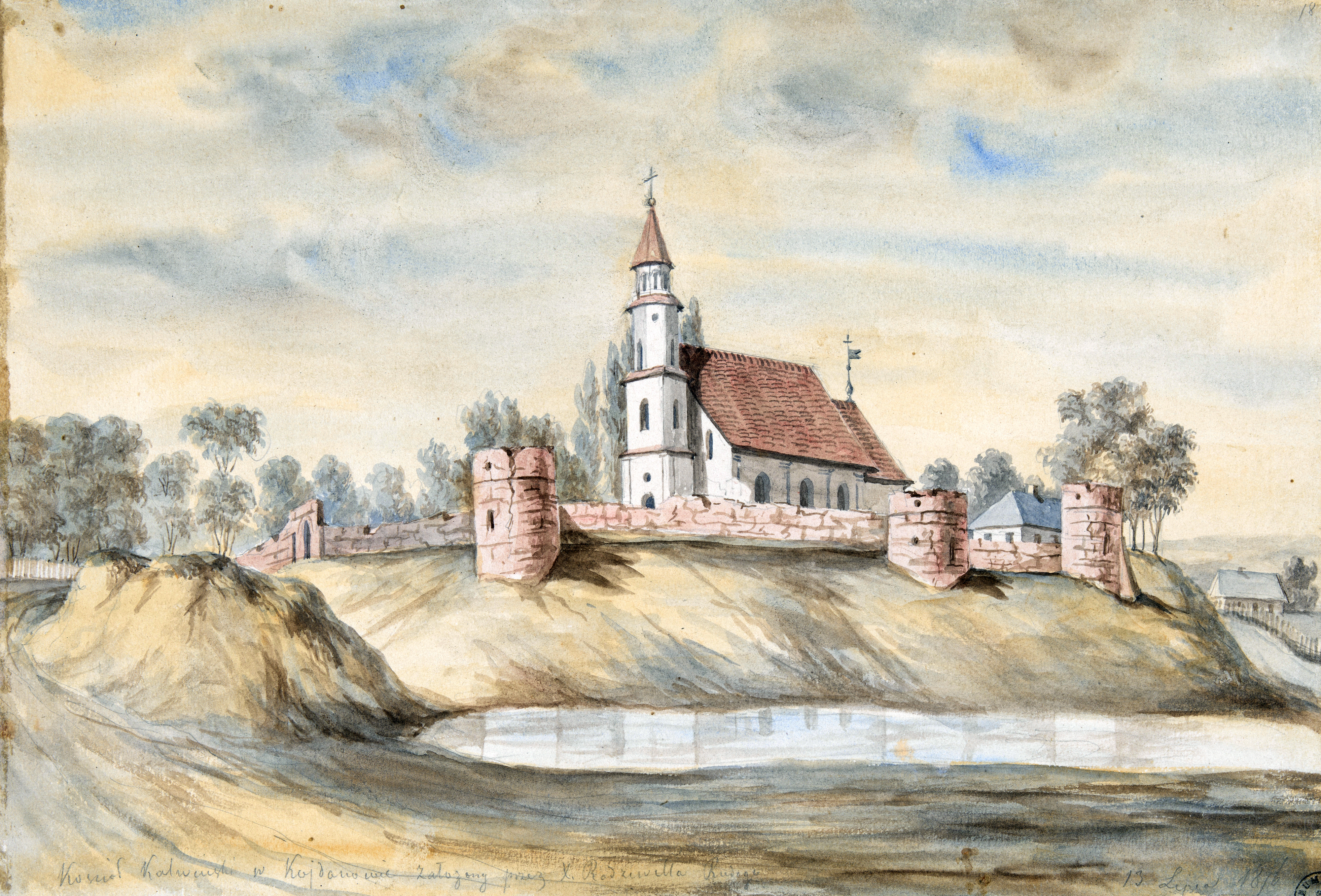
Кальвіністська церква в Койданові. Малюнок Н. Орди. 1876 рік